# Alfecca Meridiana
Alfecca Meridiana (alpha Coronae Australis) is de helderste ster in het sterrenbeeld Zuiderkroon (Corona Australis).
Vanuit de Benelux gezien klimt Alfecca Meridiana, tijdens de culminatie, tot slechts 1 graad boven de zuidelijke horizon. De kans dat deze extreem laagstaande ster nog kan worden waargenomen is dan ook uiterst klein. Toch kunnen pogingen ondernomen worden om, met behulp van de gidsster Gamma Coronae Australis die zich op 1 graad ten noordnoordwesten van Alfecca Meridiana bevindt, deze extreem laagstaande ster alsnog op te sporen. Een uiterst transparante atmosfeer is vereist om deze waarneming te doen slagen, evenals een vlakke horizon ver buiten de bebouwde kom en de afwezigheid van lichtvervuiling. Telescopen en verrekijkers op vaste monteringen zijn aan te raden.
De sterren Ascella en Tau Sagittarii, die samen deel uitmaken van het handvat van de Theepot in het sterrenbeeld Boogschutter, kunnen als culminerende gidssterren fungeren om de extreem laagstaande sterren Alfecca Meridiana en Gamma Coronae Australis op te sporen.